# Koellensteinia ionoptera
Koellensteinia ionoptera är en orkidéart som beskrevs av Jean Jules Linden och Heinrich Gustav Reichenbach. Koellensteinia ionoptera ingår i släktet Koellensteinia och familjen orkidéer. Inga underarter finns listade i Catalogue of Life.